# Saarde (Vastseliina)
Saarde – wieś w Estonii, w prowincji Võru, w gminie Vastseliina.